# Úšovice
Úšovice (németül: Auschowitz) Mariánské Lázně városrésze Csehországban a Karlovy Vary-i kerület Chebi járásában. A 2001-es népszámlálási adatok szerint 795 lakóháza van.